# 1999 DQ3
1999 DQ3 är en asteroid i huvudbältet som upptäcktes den 20 februari 1999 av de båda japanska astronomerna Takeshi Urata och Yoshisada Shimizu vid Nachi-Katsuura-observatoriet.
Den tillhör asteroidgruppen Eunomia.